# Șoimii (revistă)

Coperta numărului din septembrie- octombrie 1929

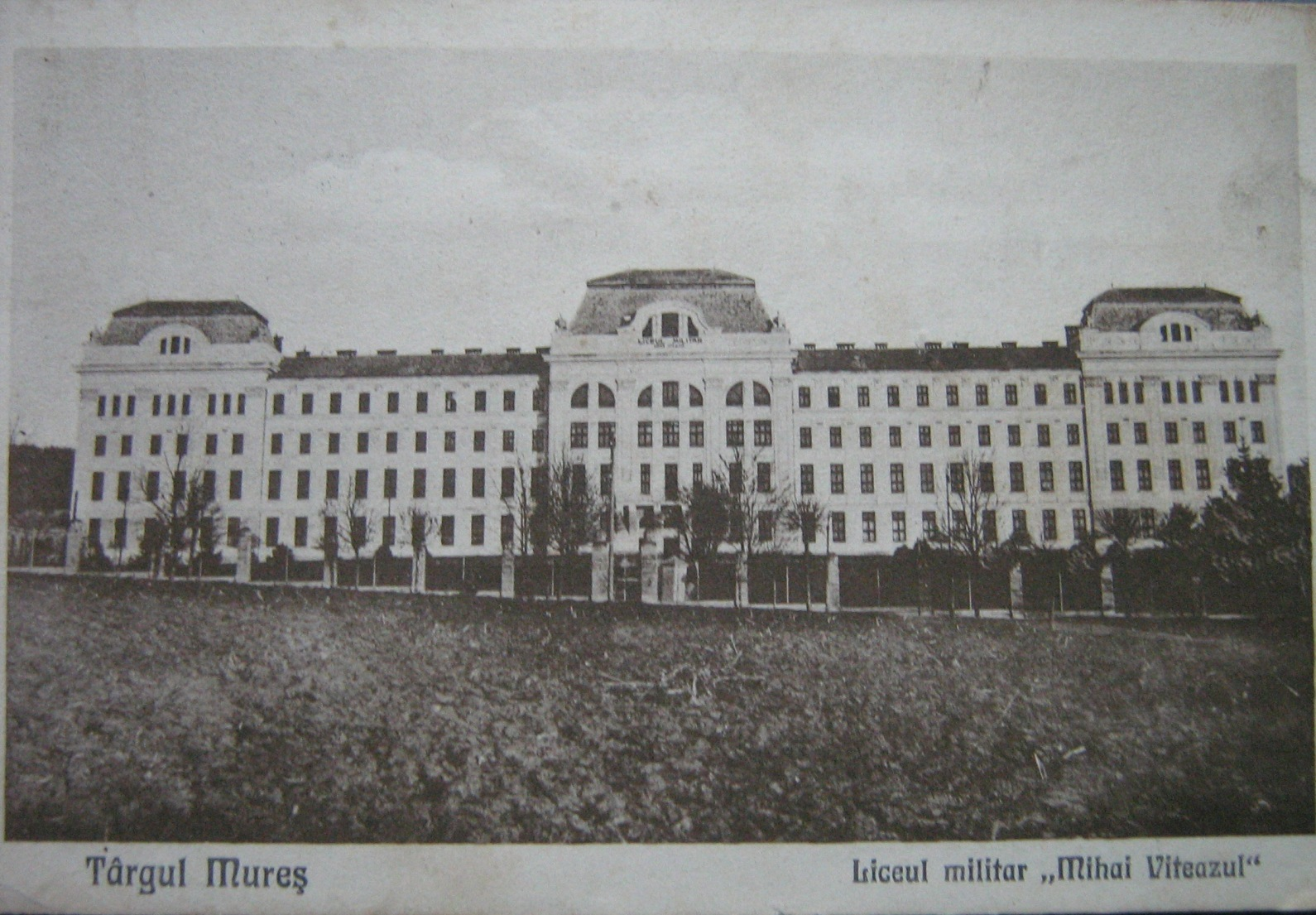
Clădirea Liceului Militar „Mihai Viteazul"

Șoimii a fost o revistă a liceelor militare, editată de Liceul Militar „Mihai Viteazul" din Târgu Mureș, cu subtitlul Revistă literară și științifică. Primul număr al revistei a apărut la 1 aprilie 1925, existența ei, având să dureze - considerată de la 1 septembrie 1927 ca revistă a tuturor liceelor militare - până în luna iunie 1929. Revista a apărut sub supravegherea maiorului Nădejde Vasile, având ca director pe Dragomir K. Eugen și ca secretar de redacție pe Dumitrescu Petre.
Revista apărea lunar în 1200 exemplare, cu colaborarea tuturor elevilor liceelor militare și sub supravegherea profesorilor de specialitate ai liceului. Corespondența și manuscrisele se primeau pe adresa:  Liceul Militar „Mihai Viteazul", Târgu-Mureș, Revista „ȘOIMII".
Revista publica materiale grupate pe pagini tematice:
- 1.  Partea literară: a)  Literatură; b)  Istorie; c)  Pagina Latină; d)  Pagina Franceză;
- 2.  Partea științifică: a)  Matematica; b)  Științele Naturale; c)  Științele Fizico chimice; d)  Geografie;
- 3.  Partea artistică;
- 4.  Pagina educației fizice;
- 5.  Pagina distractivă.

În 1926, Alexandru Sahia, pe atunci elev al Liceului Militar, a debutat literar cu schița "Sculptorul Boamba" publicată în revista "Șoimii".
În baza Ordinului nr. 12140 din 31 august 1940 al Marelui Stat Major, începând cu 1 septembrie 1940, Liceul Militar „Mihai Viteazul” a fost strămutat temporar în garnizoana Timișoara. La 8 august 1947, după 7 ani de activitate în Timișoara, din motive politice, liceul și-a încetat activitatea, împreună cu celelalte licee militare din țară.
În localul fostului Liceu Militar „Mihai Viteazul” din Târgu Mureș, înființat în septembrie 1919 în localul Școlii de cadeți austro-ungari, și desființat în 1940, după Dictatul de la Viena, funcționează astăzi Universitatea de Medicină și Farmacie din Târgu Mureș.